# 潜像
潜像（せんぞう）とは、何等かの手法を用いて肉眼で見えない（または見えにくい）ように形成した画像を指す。
潜像とは逆に肉眼で見える画像を顕像（けんぞう）という。原則として潜像は顕像化される手段を持ち、最近はむしろそれが存在理由となっている。

## 利用
潜像の利用については、工程の中途で潜像が現れるものと、潜像である事自体を利用するものとがある。現代では特に、後者としてセキュリティに利用する事例・研究が多い。
写真
潜像は従来、写真用語として現像前の感光済フィルム・印画紙上に存在する、光化学反応を終了した物質が描く画像を指す場合がほとんどだった。モノクロフィルムの場合、塗布された無色の臭化銀が感光すると微量の銀が析出し潜像核となる。この銀は肉眼では確認できず、可視化するために現像する必要がある。
印刷
主に偽造防止技術として、蛍光塗料による画像を、可視光では同色調の非蛍光塗料に重ねて印刷し、暗所で紫外線で顕像化させる蛍光潜像が従来より利用されてきた。このほか、磁気を帯びたインクを用い鉄粉で顕像化されるもの、蓄光性塗料（夜光塗料）や感熱発色インキによるものなどがある。
貨幣・紙幣
2000年（平成12年）に発行が開始された五百円ニッケル黄銅貨には、裏面のゼロの部分に見る角度によって「500円」の文字が縦に浮かび上がる潜像が仕込まれていたが、2021年（令和3年）より発行開始された五百円バイカラークラッド貨では、潜像の文字が「500円」から「JAPAN」と「500YEN」に変更されている。イギリスの2ポンド硬貨など世界でも導入する国が増えつつある。また紙幣においても同様に2000年から発行された二千円紙幣には高度な印刷技術により、これと同様の潜像を導入されている。おもて面では角度によって「2000」などの金額が、うら面は「NIPPON」の文字が浮かびあがるもので、その後2004年（平成16年）より千円紙幣E号券、五千円紙幣E号券、一万円紙幣E号券でも同様の技術が用いられている。
身分証明書・各種の免許証や免状、資格証類
偽造変造の防止のため、透かしやホログラムと併用する形で使用されていることがある。
PPCコピー機
感光ドラム表面に原稿の濃淡に応じて静電気を帯電させトナーを吸着させると、電圧の高低が静電引力の強弱となるため、濃淡が形成される。この時、静電気による映像が潜像、トナーの吸着（またはそれによる印刷）が顕像化となる。
複写識別用紙
原稿をコピー機で複製すると「コピー禁止」「複写」「無効」などの文字が出現するアンチコピー技術がある。これは証明書（官公庁が発行する住民票の写しや戸籍関係の証明書など）のように偽造や改ざんを防ぐ必要のある書類に、複写物と原本との識別を容易にするために用いられている。技術的には、原稿では図と地がそれぞれ細かい線と細かい点とで描かれているがどちらも視覚的に等しい濃度になるように調整されており目立たないものが、コピー機の特性のためにコピー先では異なった濃度で見えるようになってしまうためである。これの場合では、原稿に刷り込まれているバターンが潜像、コピーの結果により目立つようになったものが顕像化といえる。
その他
フィクション、特に推理小説やスパイ物では、秘密の隠し場所として多用されている。あぶり出しや透かしも、潜像の一種である。